# گوتی (هند)
گوتی (به انگلیسی: Gooty) یک زیستگاه انسانی در هند است که در بخش انانتپور واقع شده‌است.

## خصوصیات
گوتی ۳۸٫۰۸ کیلومترمربع مساحت و ۴۸٬۶۵۸ نفر جمعیت دارد.